# Naupactus (chi bọ vòi voi)
Naupactus là một chi mọt ngũ cốc trong họ Curculionidae. Loài này bản địa Nam Mỹ dù nhiều loài được du nhập ở Bắc Mỹ và sinh sống khắp Hoa Kỳ. Chúng là loài gây hại, cả con ấu trùng lẫn con trưởng thành. Ít nhất có một loài đã được phát hiện ở New Zealand.

## Các loài
Có khoảng 150 loài được ghi nhận thuộc chi này.
Một số loài tiêu biểu:
- Naupactus ambiguus
- Naupactus bipes
- Naupactus curtus
- Naupactus godmanni (syn. N. cervinus)[5]
- Naupactus leucoloma
- Naupactus minor
- Naupactus navicularis
- Naupactus peregrinus
- Naupactus rivulosus
- Naupactus tarsalis
- Naupactus tucumanensis
- Naupactus versatilis
- Naupactus xanthographus